# Мулдава
Мулда́ва (болг. Мулдава) — село в Пловдивській області Болгарії. Входить до складу общини Асеновград.

## Населення
За даними перепису населення 2011 року у селі проживали 1360 осіб.
Національний склад населення села:
| Національність   | Кількість осіб | Відсоток |
| ---------------- | -------------- | -------- |
| турки            | 1112           | 85,7%    |
| болгари          | 183            | 14,1%    |
| цигани           | 0              | 0%       |
| Всього відповіли | 1297           |          |

Розподіл населення за віком у 2011 році:
Динаміка населення: